# (5491) Kaulbach
(5491) Kaulbach (3128 T-1) – planetoida z pasa głównego asteroid okrążająca Słońce w ciągu 3,22 lat w średniej odległości 2,18 j.a. Odkryta 26 marca 1971 roku.